# Hybomys lunaris
Hybomys lunaris es una especie de roedor de la familia Muridae.

## Distribución geográfica
Se encuentra en el este de la República Democrática del Congo y el oeste de Uganda. 

## Hábitat
Su hábitat natural son: clima tropical o subtropical, montañas húmedas.

## Estado de conservación
Se encuentra amenazada de extinción por la pérdida de su hábitat natural.